# Kloster Boscodon

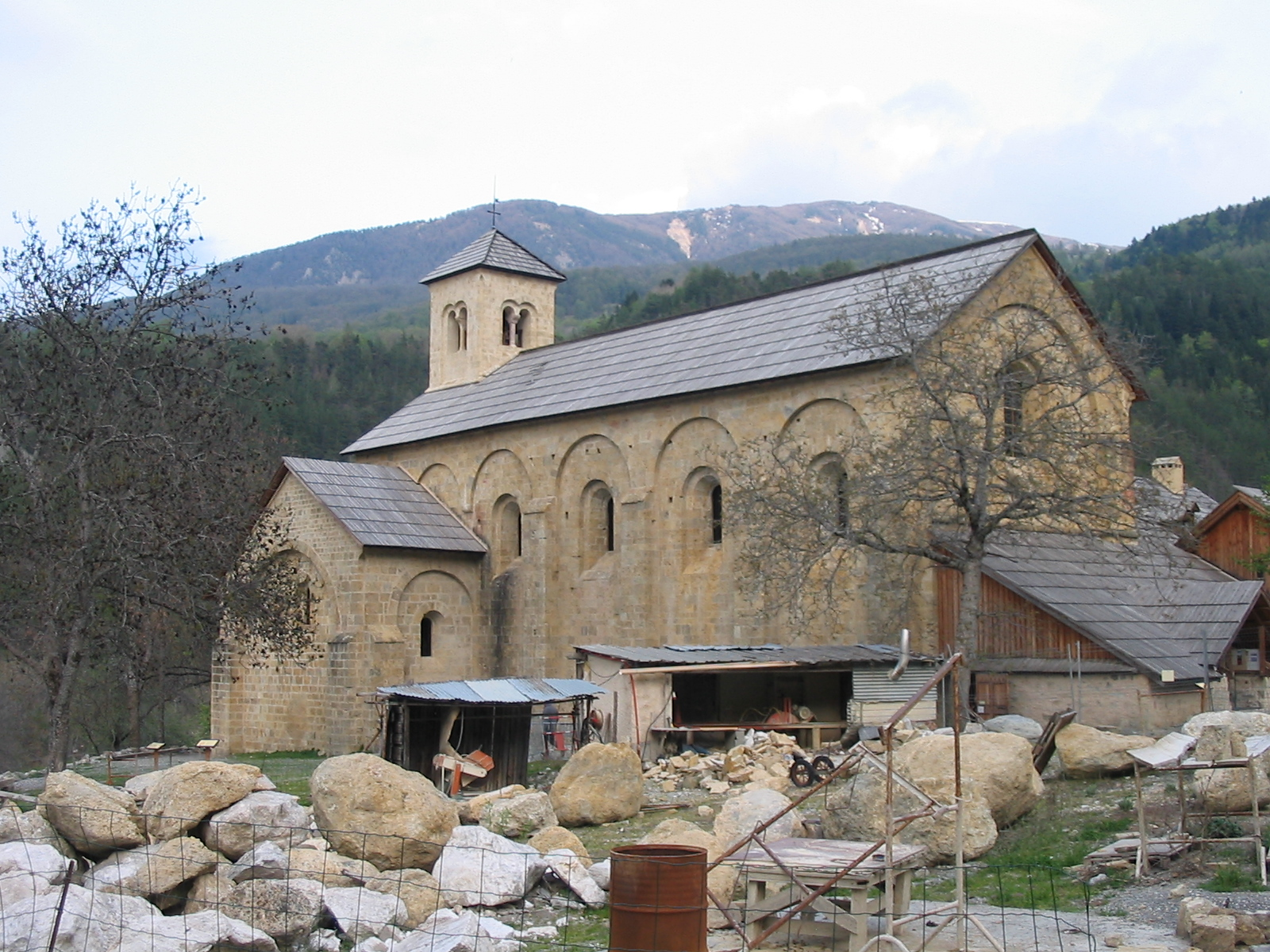
Kloster Boscodon (2007)

Das Kloster Boscodon in Crots (Bistum Gap) gehörte von 1142 bis 1408 zum Orden der Chalaisianer, von 1408 bis ca. 1600 zur Benediktiner-Abtei Sacra di San Michele und war bis zum Jahr 1769 selbständig. In den Jahren von 1972 bis 2000 durch eine Gemeinschaft von Dominikanerinnen besiedelt, ist sie seither Lebensort der „Gemeinschaft Sankt Dominikus“ (Männer und Frauen). Das Kloster ist seit 1989 als Monument historique klassifiziert.

## Geschichte

### Chalaisianerkloster

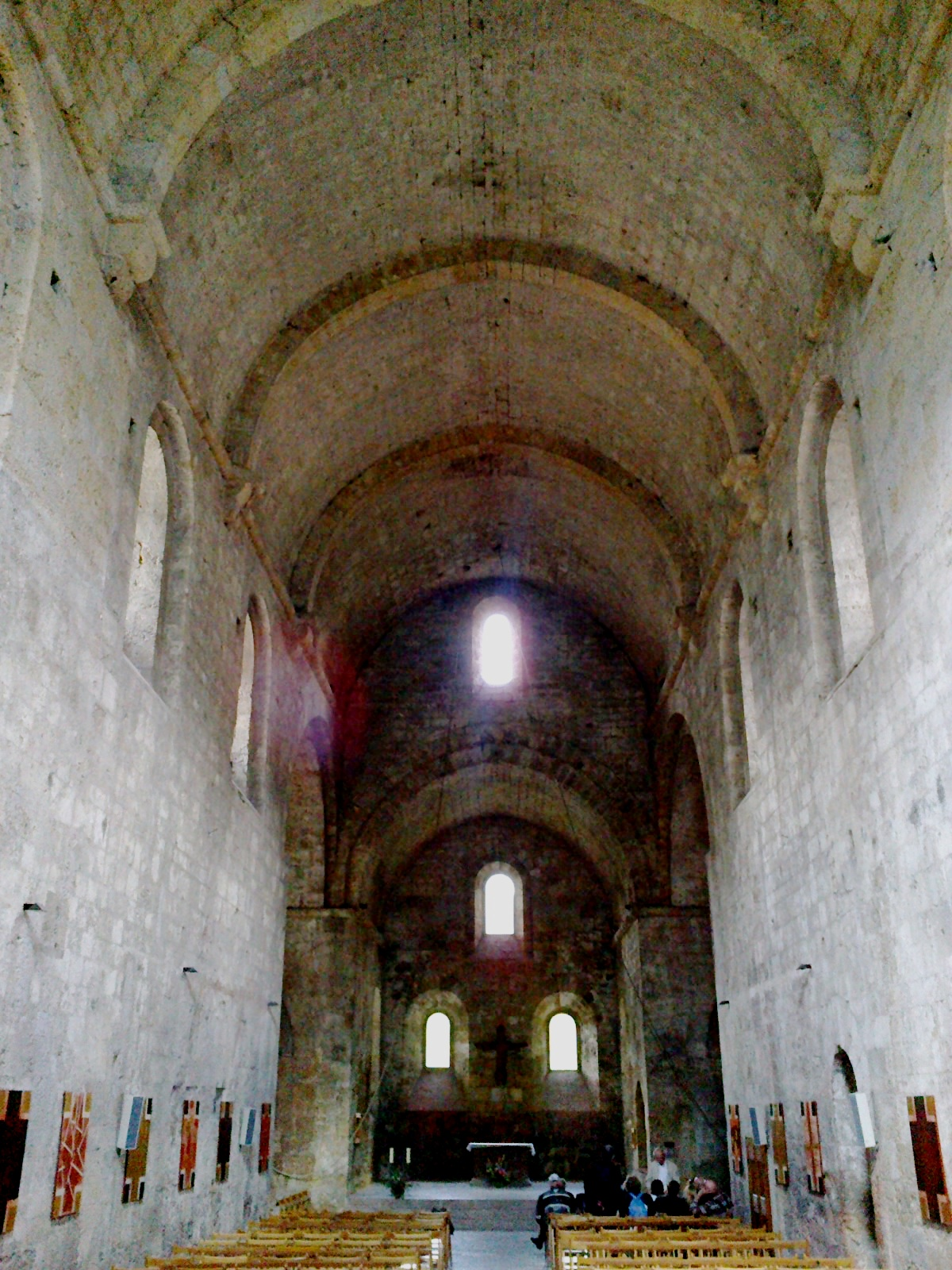
Kirchenschiff

Bernhard, Abt des Klosters Chalais, sandte Guigues von Revel, den späteren Bischof von Digne, aus, um im Jahr 1142 südwestlich Embrun tief im Wald auf 1150 m Höhe das Kloster Boscodon (nach dem Namen des Gebirgstals) zu gründen. Von dort ging 1144 die Gründung des Klosters Prads-Faillefeu (in Prads-Haute-Bléone) und 1160 die des Klosters Lure nördlich Saint-Étienne-les-Orgues aus. Da Chalais ab dem Jahr 1303 den Kartäusern gehörte, übernahm Boscodon die Rolle des Mutterklosters der Chalaisianer, bis es 1408 selbst benediktinisch wurde und der Orden damit erlosch.

### Benediktinerkloster
Seit dieser Zeit gehörte Boscodon zur Abtei Sacra di San Michele westlich Turin, erlebte von 1596 bis 1680 unter den Äbten Abel und François de Sautereau eine zweite Blüte (ab 1601 selbständig) und wurde im Jahr 1769 durch den Erzbischof von Embrun, Pierre-Louis de Leyssin (1721–1801), aufgelöst, der es auf die reichen Waldbestände abgesehen hatte. Die seit der Französischen Revolution landwirtschaftlich genutzten Gebäude wurden 1972 durch die Dominikanerinnen von Oullins, die 1963 nach Chalais gewechselt waren, neu besiedelt. Daraus entwickelte sich um die Jahrtausendwende eine fromme Gemeinschaft von Männern und Frauen, die unter dem Namen „Gemeinschaft Sankt Dominikus“ bis heute den Ort bewohnt.

## Architektur
Die einschiffige romanische Klosterkirche ist tonnengewölbt und erinnert in ihrer extremen Einfachheit an die frühen Kirchen der Zisterzienser. Die durchgängig mit Lärchenholzschindeln gedeckten Konventsgebäude sind seit dem Jahr 2012 vollständig restauriert.

## Geschichte der Restaurierung
Im Juni 1972 wurde der Verein „Association des amis de l'abbaye de Boscodon“ gegründet, um  dem privaten Bauernhofbesitzer soviel Gebäude wie möglich abzukaufen (die Klosterkirche diente als Heuschober, Hühner liefen frei herum...).
Die Kirche und die Klostergebäude sind im Besitz des Vereines. Sie wurden unter der Obhut der Denkmalschutzbehörde restauriert. Das Lagerhaus („Cellier“) blieb in privatem Besitz, wurde aber unter Denkmalschutz gesetzt.

## Medienpräsenz
In der TV-Serie "Die Alpen" von Reinhold Messner, wird die Abtei Boscodon von dem Steinmetz-Maurer Bruder Isidore vorgestellt, der Bautechnik und Werkzeuge des Mittelalters erklärt.